# Admontia delicatula
Admontia delicatula là một loài ruồi trong họ Tachinidae.